# Lažiše
Lažiše so naselje v Občini Dobje.